# Secrets (Kat Graham)
Secrets è un brano della cantante e attrice statunitense Kat Graham, estratto come secondo singolo dal suo album di debutto Roxbury Drive. Pubblicato il 24 luglio 2015 sotto l'etichetta discografica indipendente Sound Zoo Records, il brano vede la collaborazione del produttore discografico statunitense Babyface.

## Le sonorità e il testo
Prodotta in collaborazione con Babyface, la canzone è una ballata dalle sonorità pop ed R&B caratterizzata da un ritmo lento e da melodie dolci che vengono arricchite dal suono di una chitarra elettrica presente nella seconda metà del brano. Rispetto agli altri brani incisi precedentemente dalla cantante, di solito caratterizzati da un ritmo più veloce e da sonorità più aggressive, Secrets mette in scena un totale cambio di stile, essendo una canzone che presenta toni più profondi e riflessivi, e in alcuni punti anche sensuali. Il testo del brano parla di una relazione segreta e del conseguente logoramento sentimentale causato dal tenere all'oscuro al mondo intero il rapporto proibito.

## Il video musicale
Il video musicale di Secrets è stato pubblicato il 21 settembre 2015 sul canale Vevo della cantante.